# Morti nel 1965/Aprile
| Questa pagina contiene informazioni ricavate automaticamente dalle voci biografiche con l'ausilio del template Bio e di un bot. L'aggiornamento è periodico e automatico e ricostruisce completamente la pagina. Se manca una persona in questa lista, sei pregato di non aggiungerla, ma accertati piuttosto che la sua voce biografica contenga il template Bio e che i dati anagrafici siano correttamente compilati. Se il template Bio manca, inseriscilo tu stesso o, in alternativa, metti l'avviso {{tmp\|Bio}} che ne segnala la mancanza. Se i dati riportati sono sbagliati, correggi direttamente la voce biografica; le modifiche saranno visibili in questa lista entro pochi giorni. Per chiarimenti vedi il progetto biografie. La lista contiene solo le 90 persone che sono citate nell'enciclopedia e per le quali è stato implementato correttamente il template Bio. Pagina aggiornata al 3 mar 2024. |

- 1º aprile - Alessandro Amerio, fisico italiano (n. 1876)
- 1º aprile - Harry Crerar, generale canadese (n. 1888)
- 1º aprile - Władysław Faron, vescovo vetero-cattolico polacco (n. 1891)
- 1º aprile - Drago Karel Godina, politico sloveno (n. 1876)
- 1º aprile - Ugo Nebbia, pittore, critico d'arte e restauratore italiano (n. 1880)
- 1º aprile - Dan Pippin, cestista statunitense (n. 1926)
- 1º aprile - Helena Rubinstein, imprenditrice polacca (n. 1872)
- 2 aprile - Krishna Kumarsinhji Bhavsinhji, principe e politico indiano (n. 1912)
- 2 aprile - Renzo Rinaldo Bossi, compositore italiano (n. 1883)
- 2 aprile - Rodolfo De Angelis, cantautore, drammaturgo e attore teatrale italiano (n. 1893)
- 2 aprile - Luigi Medici, avvocato, poeta e storico della letteratura italiano (n. 1888)
- 2 aprile - Trijntje van Heerde,  olandese (n. 1896)
- 3 aprile - Ray Enright, regista, sceneggiatore e montatore statunitense (n. 1896)
- 3 aprile - Else Jacobsen, nuotatrice danese (n. 1911)
- 3 aprile - Gudbrand Skatteboe, tiratore a segno norvegese (n. 1875)
- 4 aprile - Giulio Bordon, politico italiano (n. 1888)
- 5 aprile - Johann Evangelist Müller, arcivescovo cattolico tedesco (n. 1877)
- 5 aprile - Pedro Sernagiotto, calciatore brasiliano (n. 1908)
- 5 aprile - Sándor Szalay, pattinatore artistico su ghiaccio ungherese (n. 1893)
- 6 aprile - Albert Gutterson, lunghista statunitense (n. 1887)
- 6 aprile - Angelo Manaresi, politico e militare italiano (n. 1890)
- 6 aprile - Giuseppe Servetto, allenatore di calcio e calciatore italiano (n. 1886)
- 7 aprile - Mario Angelucci, politico italiano (n. 1903)
- 7 aprile - Willem Driebergen, schermidore olandese (n. 1892)
- 7 aprile - Arturo Kellner Ongaro, generale italiano (n. 1888)
- 7 aprile - Giovanni Sampietro, politico italiano (n. 1897)
- 8 aprile - Erik Blomberg, poeta, scrittore e critico letterario svedese (n. 1894)
- 8 aprile - Lars Hanson, attore svedese (n. 1886)
- 8 aprile - Tommaso Tonello, politico e antifascista italiano (n. 1873)
- 9 aprile - Albert Gregory Meyer, cardinale e arcivescovo cattolico statunitense (n. 1903)
- 9 aprile - Sherman Minton, politico e giudice statunitense (n. 1890)
- 9 aprile - Andrea Ossoinack, politico italiano (n. 1876)
- 9 aprile - Domenico Serra, attore italiano (n. 1899)
- 10 aprile - Linda Darnell, attrice statunitense (n. 1923)
- 10 aprile - Epameinondas Kavvadias, ammiraglio e politico greco (n. 1886)
- 10 aprile - La Bella Otero, ballerina e attrice spagnola (n. 1868)
- 10 aprile - Margherita Nicosia, attrice italiana (n. 1893)
- 11 aprile - Achille Lauri, storico italiano (n. 1884)
- 11 aprile - Lee Nan-young, cantante sudcoreana (n. 1916)
- 13 aprile - Gheorghe Ciolac, calciatore rumeno (n. 1908)
- 13 aprile - Matilde Huici, avvocata e pedagoga spagnola (n. 1890)
- 13 aprile - Herman Rosse, scenografo, architetto e pittore statunitense (n. 1887)
- 13 aprile - Jean Samazeuilh, tennista francese (n. 1891)
- 13 aprile - Willard Schmidt, cestista statunitense (n. 1910)
- 14 aprile - Franco Costabile, poeta italiano (n. 1924)
- 14 aprile - Richard Hickock, criminale statunitense (n. 1931)
- 14 aprile - Leonard Mudie, attore britannico (n. 1883)
- 15 aprile - Giovanni Bovetti, avvocato e politico italiano (n. 1901)
- 15 aprile - Auro D'Alba, poeta italiano (n. 1888)
- 15 aprile - Alfredo Guzzoni, generale italiano (n. 1877)
- 16 aprile - Sydney Chaplin, attore e regista inglese (n. 1885)
- 16 aprile - Pietro Reali, politico italiano (n. 1900)
- 16 aprile - Félix Sellier, ciclista su strada e pistard belga (n. 1893)
- 17 aprile - Aimée Antoinette Camus, botanica francese (n. 1879)
- 17 aprile - Johnny Worrell, cestista filippino (n. 1914)
- 18 aprile - Renzo Minoli, schermidore italiano (n. 1904)
- 19 aprile - Franco Caiola, antifascista e anarchico italiano (n. 1888)
- 19 aprile - George Davis, attore olandese (n. 1889)
- 19 aprile - Dorothy Dearing, attrice e ballerina statunitense (n. 1913)
- 19 aprile - George Dietz, canottiere statunitense (n. 1880)
- 20 aprile - Arsène Alancourt, ciclista su strada francese (n. 1892)
- 20 aprile - Michail Astangov, attore sovietico (n. 1900)
- 20 aprile - Richard Brademann, architetto tedesco (n. 1884)
- 20 aprile - Peppino De Martino, attore italiano (n. 1908)
- 20 aprile - Alfredo Palacios, politico argentino (n. 1878)
- 20 aprile - Dick Wessel, attore statunitense (n. 1913)
- 21 aprile - Pedro Albizu Campos, politico e militare portoricano (n. 1891)
- 21 aprile - Edward Victor Appleton, fisico britannico (n. 1892)
- 22 aprile - Johnny Dundee, pugile statunitense (n. 1893)
- 22 aprile - Harvey Eisenberg, animatore e fumettista statunitense (n. 1911)
- 22 aprile - Gretchen Merrill, pattinatrice artistica su ghiaccio statunitense (n. 1925)
- 22 aprile - Pier Antonio Quarantotti Gambini, scrittore, giornalista e bibliotecario italiano (n. 1910)
- 22 aprile - Renée Sintenis, scultrice tedesca (n. 1888)
- 23 aprile - George Adamski, ufologo polacco (n. 1891)
- 23 aprile - Herold Jansson, ginnasta danese (n. 1899)
- 24 aprile - Louise Dresser, attrice statunitense (n. 1878)
- 24 aprile - Ernesto Sequi, cavaliere e militare italiano (n. 1882)
- 24 aprile - Pierre Wertheimer, imprenditore francese (n. 1888)
- 25 aprile - Roberto Battaglia, schermidore italiano (n. 1909)
- 25 aprile - Tommy Spychiger, pilota automobilistico svizzero (n. 1934)
- 26 aprile - Luigi Marzoli, imprenditore italiano (n. 1883)
- 26 aprile - Mario Muzzarini, politico italiano (n. 1892)
- 27 aprile - Ambarcum Ivanovič Bek-Nazarov, regista cinematografico sovietico (n. 1892)
- 27 aprile - Ferruccio Burco, direttore d'orchestra italiano (n. 1939)
- 27 aprile - Edward R. Murrow, giornalista statunitense (n. 1908)
- 28 aprile - Alceste Arcangeli, zoologo e biologo italiano (n. 1880)
- 28 aprile - Ferdinand Bordewijk, avvocato e scrittore olandese (n. 1884)
- 30 aprile - Américo Belloto Varoni, violinista e direttore d'orchestra argentino (n. 1913)
- 30 aprile - Helen Chandler, attrice statunitense (n. 1906)
- 30 aprile - Oriolo Frezzotti, architetto e urbanista italiano (n. 1888)